# Salem, Oregon
Salem (angleška izgovorjava: /ˈseɪləm/) je glavno mesto ameriške zvezne države Oregon in središče Okrožja Marion. Leži v središču Doline Willamette ob reki Willamette, ki teče severno skozi mesto. Reka razmejuje okrožji Marion in Polk, tako da mestna četrt Zahodni Salem leži v Okrožju Polk.
Po oceni iz leta 2000 je imelo 136.924 prebivalcev, po uradni oceni 1. julija 2008 pa 154.510 prebivalcev, tako da je tretje največje mesto v zvezni državi za Portlandom in Eugeneom.